# Ptiloris intercedens
L'uccello fucile orientale (Ptiloris intercedens Sharpe, 1885) è un uccello passeriforme della famiglia Paradisaeidae.

## Descrizione

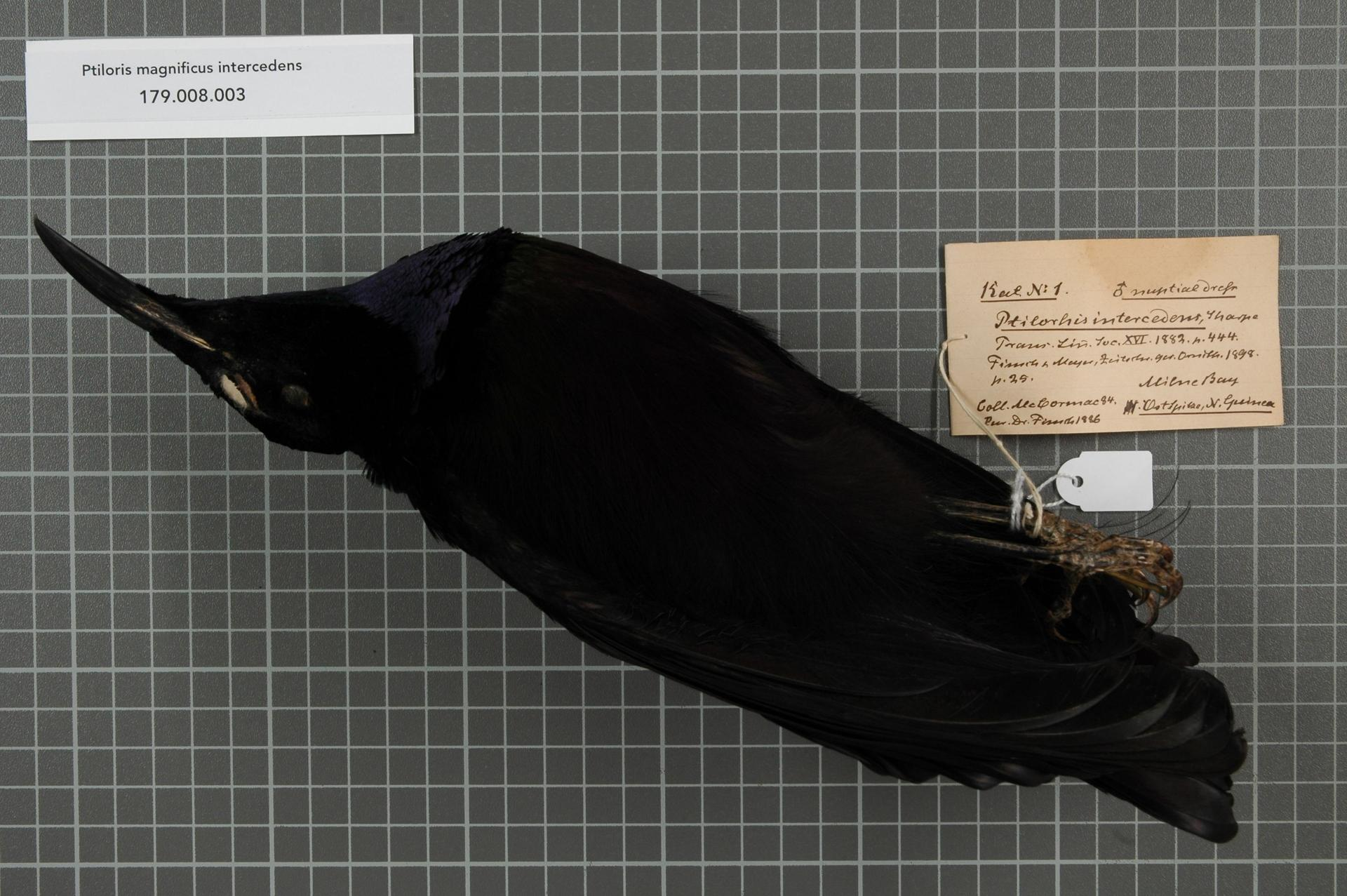
Maschio impagliato.

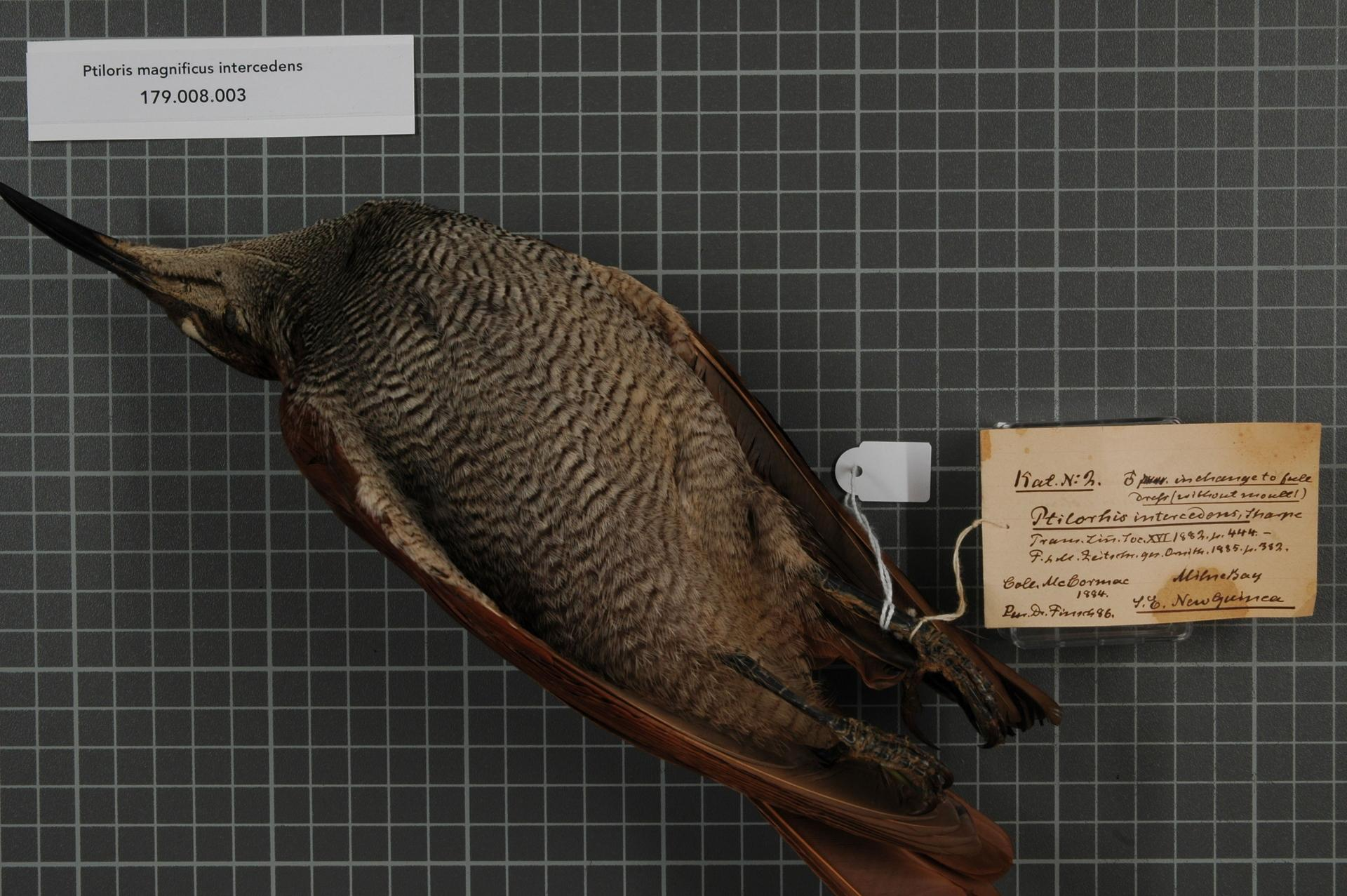
Femmina impagliata.

### Dimensioni
Misura 25–28 cm di lunghezza: a parità d'età, i maschi sono leggermente più grossi e pesanti rispetto alle femmine.

### Aspetto
L'uccello fucile orientale può ricordare a prima vista una grossa nettarinia, dall'aspetto massiccio, con piccola testa e lungo becco leggermente ricurvo. Nel complesso, questi uccelli risultano molto simili all'affine uccello fucile magnifico, dal quale specialmente i maschi possono essere riconosciuti a un esame più attento per la colorazione del ventre e la conformazione della base del becco.

La specie presenta dicromatismo sessuale: le femmine presentano infatti ali, dorso e coda di color nocciola, mentre la testa è di colore bruno scuro con sopracciglio bianco-grigiastro e parte ventrale biancastra, con le singole penne orlate di scuro, motivo che si ripropone su collo, petto, ventre e sottocoda a dare un effetto scaglioso. Il maschio presenta invece piumaggio di colore nero sericeo su quasi tutto il corpo, con ventre dalle sfumature brune, mentre la gola, il petto, il vertice ed il sottocoda sono di un vivido color azzurro iridescente. L'interno della bocca è di colore giallo: le penne dei fianchi hanno forma allungata e sfilacciata. In ambedue i sessi il becco becco e le zampe sono neri, mentre gli occhi sono di colore bruno.

## Distribuzione e habitat
Come intuibile dal nome comune, l'uccello fucile orientale è endemico della porzione orientale della Nuova Guinea, abitando l'area nei dintorni di Madang, la penisola di Huon e la penisola dei Papua.
L'habitat di questi uccelli è rappresentato dalle aree di foresta pluviale e di fitta boscaglia tropicale nelle aree di pianura.

## Biologia
Gli uccelli fucile orientali sono animali solitari e diurni, dalle abitudini piuttosto schive, che talvolta possono essere osservati in piccoli gruppi in corrispondenza di fonti di cibo particolarmente abbondanti.

### Alimentazione
Come altre specie affini, questi uccelli hanno una dieta che si compone in massima parte di frutta e insetti.

### Riproduzione
Sebbene la riproduzione di questi uccelli non sia mai stata osservata per intero, si ha motivo di ritenere che essa non differisca significativamente per modalità e tempistica da quella degli altri uccelli del paradiso, in cui i maschi sono poligini e le femmine si fanno carico della costruzione del nido, della cova e della cura dei pulli. I maschi cercano di impressionare le femmine con la classica parata tipica degli uccelli fucile, durante la quale essi emettono dei richiami ringhianti non osservabili in nessuna delle altre specie.

## Tassonomia

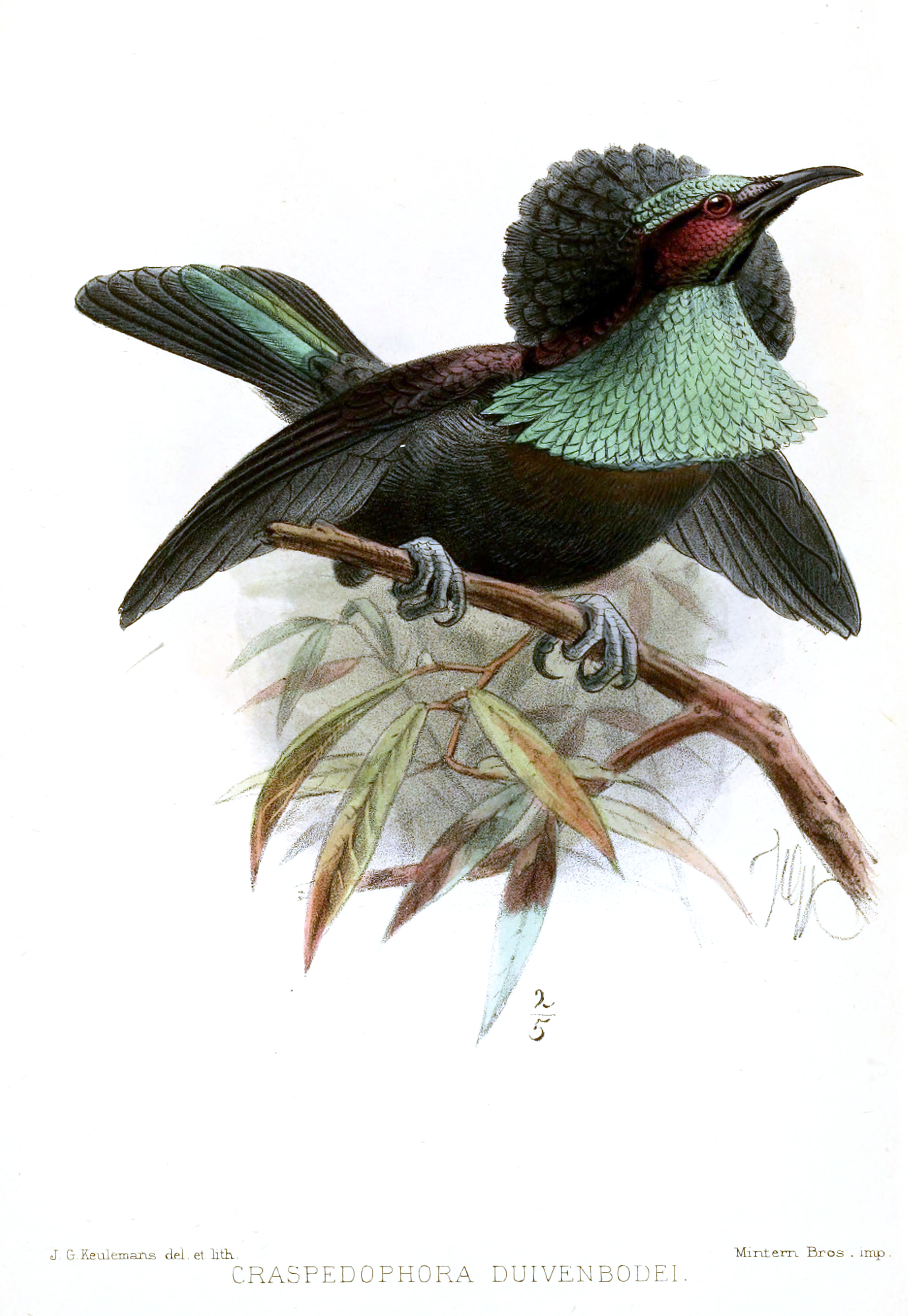
"Paryphephorus (Craspediphora) duivenbodei", in realtà un ibrido.

A lungo ritenuta una sottospecie dell'uccello fucile magnifico, col nome di Ptiloris magnificus intercedens), attualmente si tende a considerare l'uccello fucile orientale come una specie a sé stante.
Ne è nota l'ibridazione con la paradisea superba: l'ibrido risultante venne inizialmente classificato come una specie a sé stante, col nome di Paryphephorus (Craspediphora) duivenbodei Meyer, 1890.